# Итониды

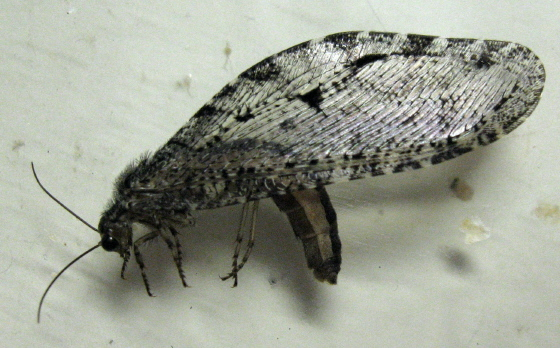
Polystoechotes punctatus

Итониды (лат. Ithonidae) — небольшое семейство насекомых из отряда сетчатокрылых, единственное в надсемействе Ithonoidea. Согласно данным молекулярно-генетических исследований, с 2010 года в него включают ранее самостоятельные семейства Polystoechotidae и Rapismatidae, поскольку у них нет каких-либо значимых синапоморфий.

## Распространение
Представителей семейства можно найти в Австралии, Юго-Восточной Азии, Северной, Центральной и Южной Америках. Древнейшие итониды найдены в средней юре Китая.

## Описание
Внешний облик этих сетчатокрылых имеет сходство с ручейниками и некоторыми чешуекрылыми. Тело длиной до 50 мм. Крылья удлинённые, длина переднего крыла 15—40 мм. Голова и тело сильно опушено.  Усики длинные и нитеобразные. 
Личинки ведут почвенный образ жизни, имеют C-образную форму тела и мощные ноги. В отличие от большинства личинок сетчатокрылых насекомых они питаются растительной пищей.

## Классификация
Выделяют 2 подсемейства:
- Ithoninae
- Rapismatinae

Родовой состав итонид в узком таксономическом объёме (без учёта Polystoechotidae):
- Adamsiana – Ithone – Megalithone – Narodona – Oliarces – Rapisma – Varnia – †Allorapisma – †Elektrithone – †Guithone – †Lasiosmylus – †Principiala

Родовой состав Polystoechotidae:
- Fontecilla – Playstoechotes – Polystoechotes – †Palaeopsychops – †Panfilovdvia – †Polystoechotites[7]